# Mezőbodon község
Mezőbodon község (románul: Comuna Papiu Ilarian) község Maros megyében, Romániában. Központja Mezőbodon, beosztott falvai Bugusalja, Dobratanya, Sándortelep, Urszajatelep.

## Népessége
A 2011-es népszámlálás adatai alapján a község népessége 963 fő volt.